# Ohorn
Ohorn är en kommun och ort i Landkreis Bautzen i förbundslandet Sachsen i Tyskland. Kommunen har cirka 2 500 invånare.
Kommunen ingår i förvaltningsområdet Pulsnitz tillsammans med kommunerna Großnaundorf, Lichtenberg, Pulsnitz och Steina.